# Лович
Ло̀вич (на полски: Łowicz) е град Централна Полша, Лодзко войводство. Административен център е на Ловички окръг, както и на селската Ловичка община, без да е част от нея. Обособен е в самостоятелна градска община с площ 23,42 км2.

## География
Градът се намира в историческата област Мазовия. Разположене край река Бзура, на 52 километра североизточно от Лодз, на 84 километра западно от столицата Варшава и на 61 километра южно от Плоцк.

## История
Най-старото писмено споменаване на селището датира от 1136 година. В периода 1975 – 1998 г. е част от Скерневишкото войводство.

## Население
Населението на града възлиза на 28 704 души (2017 г.). Гъстотата е 1226 души/км2.
Демографско развитие

## Личности
- Даниел Олбрихски – полски актьор
- Войчех Олейничак – полски политик
- Мачей Гжибовски – полски актьор и режисьор
- Мачей Рибус – полски футболист, национал

## Градове партньори
- Колдиц, Германия
- Люблинец, Полша
- Шалчининкай, Литва
- Реда, Полша
- Cheektowaga, САЩ
- Салуцо, Италия
- Montoire-sur-le-Loir, Франция

## Фотогалерия
- Градският музей
- Сградата на староството
- Железопътната гара
- Пощата